# Самійлівка (Чернігівський район)
Самі́йлівка — село в Україні, у Кіптівській сільській громаді Чернігівського району Чернігівської області. Населення становить 38 осіб (2014).

## Географія
Село Самійлівка розташоване за 62 км від обласного й районного центру та 41 км від Козельця. На захід від села розташоване заплавне озеро Колодниця.

## Історія
Село засновано 1590 року. 
3 вересня 2015 року село увійшло до Кіптівської сільської громади шляхом об'єднання із Кіптівською сільською громадою.
Старостою обрана — Грищенко Людмила Олександрівна із Олбина, яка є також старостою для сусідніх сіл: Олбин, Борсуків, Димерка, Савинка.
12 червня 2020 року, відповідно до розпорядження Кабінету Міністрів України № 730-р від «Про визначення адміністративних центрів та затвердження територій територіальних громад Чернігівської області», село увійшло до складу Кіптівської сільської громади.
17 липня 2020 року, в результаті адміністративно-територіальної реформи та ліквідації Козелецького району, село увійшло до складу Чернігівського району.

## Відома особа
У поселенні народився:
- Баран Валерій Григорович (1954—2010) — український поет.